# Lindsaea tetraptera
Lindsaea tetraptera är en ormbunkeart som beskrevs av Kramer. Lindsaea tetraptera ingår i släktet Lindsaea och familjen Lindsaeaceae. Inga underarter finns listade.